# Annette Noller

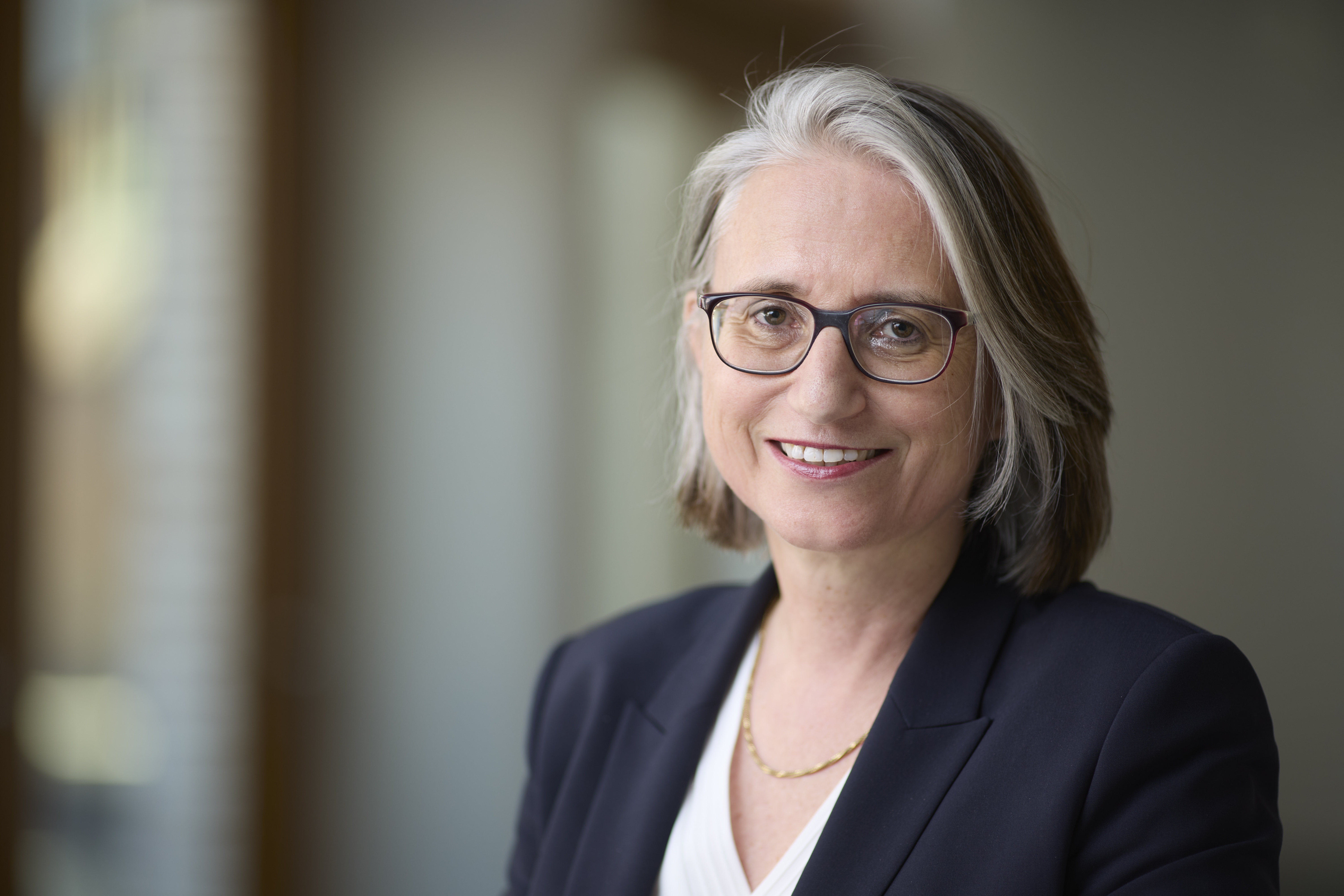
Annette Noller

Annette Noller (* 3. Januar 1962 in Reutlingen) ist eine deutsche evangelische Theologin, Vorstandsvorsitzende des Diakonischen Werks Württemberg und Mitglied des Oberkirchenrats der Evangelischen Landeskirche in Württemberg.

## Leben
Annette Noller absolvierte 1981 ihr Abitur am Albert-Einstein-Gymnasium Reutlingen. Nach dem Studium der Evangelischen Theologie von 1981 bis 1988 in Tübingen, Berlin und Hamburg legte Noller 1988 ihre erste theologische Dienstprüfung an der Universität Tübingen ab. Von 1989 bis 1993 war sie wissenschaftliche Assistentin an der Kirchlichen Hochschule Berlin im Fach Praktische Theologie. 1994 erfolgte die Promotion zur Dr. theol. an der Theologischen Fakultät der Humboldt-Universität zu Berlin im Fach Praktische Theologie über das Thema Feministische Hermeneutik – Wege einer neuen Schriftauslegung.
Von 1993 bis 1996 arbeitete sie als Vikarin in der Stephanus-Gemeinde in Stuttgart-Bad-Cannstatt. Es folgte die Ordination zur Pfarrerin und die Zweite theologische Dienstprüfung in der Württembergischen Landeskirche. Von 1996 bis 1999 arbeitete sie im Gemeindepfarrdienst der Kirchengemeinde Trochtelfingen / Mägerkingen im Dekanat Reutlingen. Von 1999 bis 2002 arbeitete sie als Referentin für Theologie in diakonischen Handlungsfeldern beim Diakonischen Werk der Evangelischen Kirche Deutschland (EKD).
Von 2002 bis 2020 war sie Professorin für Theologie und Ethik in sozialen Handlungsfeldern/Diakoniewissenschaft an der Evangelischen Hochschule Ludwigsburg. Dort leitete sie von 2007 bis 2016 die Diakonenausbildung. Sie war Studiengangsleiterin von Bachelor- und Masterstudiengängen der Diakoniewissenschaft und des Diakoniemanagements und zeitweise Dekanin des gemeinsamen Fachbereichs und Vorsitzende der Ethikkommission der Hochschule. 2015 habilitierte sie sich an der Universität Heidelberg im Fach Praktische Theologie. Das Thema der Habilitation lautet: „Der Beitrag des Diakonats zur Kirchentheorie und zur Kirchenreform“. 
2017 schloss sie die Weiterbildung zur „Business Coach für Wirtschaft und Verwaltung“ (DBVC) an der Führungsakademie des Landes Baden-Württemberg ab. Seit dem 1. Dezember 2020 ist sie Vorstandsvorsitzende des Diakonischen Werks Württemberg und außerordentliches Mitglied des Kollegiums des Oberkirchenrats der Evangelischen Landeskirche in Württemberg.
Annette Noller war und ist Mitglied in zahlreichen Gremien der Wissenschaft, Diakonie und Kirche. Von 2008 bis 2017 war sie Mitglied im Aufsichtsrat der Evangelischen Gesellschaft Stuttgart (eva) und hatte ab 2014 dort den stellvertretenden Vorsitz inne. Im Zeitraum von 2007 bis 2021 gehörte sie dem Redaktionsbeirat des Evangelischen Gemeindeblatts für Württemberg an und seit 2013 ist sie Mitglied der „Konferenz für Diakonie und Entwicklung des Evangelischen Werkes für Diakonie und Entwicklung“ (EWDE – Diakonie Deutschland). Sie ist Sprecherin des Bündnisses gegen Altersarmut in Baden-Württemberg und Vorstandsvorsitzende der AG Arbeit in Baden-Württemberg. Sie ist Mitglied der Europäischen Akademie der Wissenschaften und Künste und der Europäischen Gesellschaft für Frauen in der theologischen Forschung (ESWTR).
Noller war für die SPD Mitglied der 17. Bundesversammlung, die am 13. Februar 2022 Frank-Walter Steinmeier zum Bundespräsidenten wählte.
Am 18. Juli 2024 wurde Noller mit 121 von 141 Stimmen vom Landtag von Baden-Württemberg zur stellvertretenden Richterin in der Gruppe „ohne Befähigung zum Richteramt“ am Verfassungsgerichtshof für das Land Baden-Württemberg gewählt.
Annette Noller ist verheiratet und hat zwei Kinder.

## Auszeichnungen
- Johann Hinrich Wichern-Sonderpreis der Diakonie Deutschland (2017)[8]

## Veröffentlichungen
- Feministische Hermeneutik. Wege einer neuen Schriftauslegung. Neukirchener, Neukirchen-Vluyn 1995
- mit Norbert Collmar (Hrsg.): Menschenwürde und Gewalt. Friedenspädagogik und Gewaltprävention in Sozialer Arbeit, Diakonie und Religionspädagogik. Verlag Evangelische Gesellschaft, Stuttgart 2007
- mit Frieder Grau, Friedrich Löblein (Hrsg.): Christlicher Glaube und soziale Verantwortung. Impulse Johann Hinrich Wicherns für diakonische Theorie und Praxis. Evangelische Gesellschaft, Stuttgart 2010
- mit Ellen Eidt, Heinz Schmidt (Hrsg.): Diakonat – theologische und sozialwissenschaftliche Perspektiven auf ein kirchliches Amt. Kohlhammer, Stuttgart 2013
- Diakonat und Kirchenreform. Empirische, historische und ekklesiologische Dimensionen einer diakonischen Kirche. Kohlhammer, Stuttgart 2016